# Povești din criptă II
Vault of Horror (altfel cunoscut sub numele de Vault of Horror, More Tales from the Crypt and Tales from the Crypt II - Povești din criptă II) este un film de groază antologic britanic realizat în 1973 de Amicus Productions. La fel ca filmul Amicus din 1972, Povești din criptă, se bazează pe povestiri din seria EC Comics  scrise de Al Feldstein. Filmul a fost regizat de Roy Ward Baker și filmat la studio și la Twickenham Studios. 
În film joacă actorii Terry Thomas, Dawn Addams, Denholm Elliott, Curd Jürgens, Tom Baker, Michael Craig, Terence Alexander, Glynis Johns, Mike Pratt, Robin Nedwell, Geoffrey Davies, Daniel Massey și Anna Massey. 
Niciuna dintre poveștile filmului nu este de fapt din benzile desenate Vault of Horror. Toate, cu excepția uneia, au apărut în Tales from Crypt, excepția fiind din Shock SuspenStories. Filmul omite personajul Vault Keeper din benzi desenate.

## Prezentare
Conține segmentele:
Framing Story
Midnight Mess (Tales from the Crypt #35)
The Neat Job (Shock SuspenStories #1)
This Trick’ll Kill You (Tales from the Crypt #33)
Bargain in Death (Tales from the Crypt #28)
Drawn and Quartered (Tales from the Crypt #26)

## Distribuție
- Daniel Massey - Harold Rogers
- Terry-Thomas - Arthur Critchit
- Curd Jürgens - Sebastian
- Michael Craig - Maitland
- Tom Baker - Moore
- Anna Massey - Donna Rogers
- Glynis Johns - Eleanor Critchit
- Dawn Addams - Inez
- Edward Judd - Alex
- Denholm Elliott - Diltant
- Robin Nedwell - Tom
- Geoffrey Davies - Jerry
- Terence Alexander - Fenton Breedley
- John Witty - Arthur Gaskill
- Jasmina Hilton - Indian Girl
- Ishaq Bux - Fakir
- John Forbes-Robertson - Wilson
- Maurice Kaufmann - Bob Dickson
- Arthur Mullard - Gravedigger
- Mike Pratt - Clive
- Marianne Stone - Jane
- Erik Chitty - Old Waiter
- Tommy Godfrey - Landlord
- Jerold Wells - Waiter

## Producție
În segmentul „Bargain in Death”, Maitland poate fi văzut citind o copie a romanizării filmului Amicus anterior Povești din criptă. De asemenea apar acolo actorii Geoffrey Davies și Robin Nedwell, care au apărut amândoi în emisiunea britanică Doctor in the House.  
„Midnight Mess” prezintă ca personaje un frate și o soră care sunt interpretate de un frate și o soră din viața reală, Anna Massey și Daniel Massey, al căror tată a fost actorul Raymond Massey.  
Turnul prezentat în scenele de deschidere este Millbank Tower din Londra. 

## Lansare DVD și Blu-ray
Împreună cu Tales from the Crypt, The Vault of Horror a fost lansat pe un DVD dublu Midnite Movies la 11 septembrie 2007. Versiunea utilizată este reeditarea PG (acordul părinților) cinematografică din SUA editată (lansarea cinematografică inițială în SUA a fost versiunea netăiată, evaluată R), care înlocuiește unele dintre scenele gore cu imagini statice (în special scena finală din „Midnight Mess” „cu gâtul lui Daniel Massey plin de sânge și cea cu Terry Thomas căzând dintr-o lovitură de ciocan în„ The Neat Job”) pentru a primi o evaluare PG din MPAA . Lansarea Vipco pe DVD  din Marea Britanie a prezentat filmul original, fără tăieri. 
O versiune necenzurată a fost transmisă pentru prima dată pe canalul TV britanic Film4 la 25 august 2008, iar ulterior a fost lansată de Scream Factory pe un Blu-ray dublu cu Tales From The Crypt . Au fost ridicate întrebări dacă în aceste variante încă lipsește o scenă în care personajele care merg spre cimitir sunt văzute cu fețe moarte și scheletice. S-ar putea ca această scenă să fi fost pierdută sau să nu fi fost niciodată filmată; nicio variantă nu o conține, dar există o fotografie despre care s-a speculat că a fost făcută doar în scopuri promoționale și nu a fost niciodată o scenă filmată, întrucât personajul lui Curt Jürgen este înfățișat de un alt actor în fotografie. Personajul lui Jürgen este personajul principal obiectiv al secvenței finale; prin urmare, unii au afirmat că este puțin probabil ca o scenă să fi fost filmată cu un alt actor care portretizează personajul, pentru că publicul ar fi observat schimbarea. 